# 양혜하
양혜하(楊惠嘏, 생몰년 미상)는 북위의 인물로 본관은 홍농 양씨(弘農 楊氏)이며 화양(華陽) 출신, 후한의 태위를 지낸 양진의 9세손, 수나라를 세운 수문제의 고조부이다.

## 생애
생전 태원태수(太原太守)를 지냈고 양혜하는 현손인 양견이 수나라를 건국하자 태원부군(太原府君)으로 추존되어 사묘(四廟)에 위패가 안치되었다.
617년 문제가 죽고 수 양제가 즉위하자 태원부군의 묘역은 제거되었다.
그의 아버지는 양원수(楊元壽)이고 양현(楊鉉)의 아들이었다. 양혜하의 조부 양현은 오호십육국시대 북연의 북평태수(北平太守)를 지냈으며 양거(楊渠)의 아들이었다.

## 가족
- 증조부: 양거(楊渠)
- 조부: 양현
- 부친: 양원수
- 아들: 양렬
- 손자: 양정
- 증손: 양충
- 현손: 양견

## 참고
- 杨惠嘏